# Frank William Taussig
Frank William Taussig (Saint Louis, 28 dicembre 1859 – Cambridge, 11 novembre 1940) è stato un economista statunitense.

## Biografia
Ha contribuito a fondare la moderna teoria del commercio. Dopo essersi laureato nel 1879 ad Harvard, ha insegnato economia nella medesima università per 53 anni. Dal 1917 al 1919 è stato a capo della United States Tariff Commission ed è stato cofondatore della Harvard Graduate School of Business. Ha scritto numerosi libri, tra cui Principles of Economics, ed è stato editore del Quarterly Journal of Economics per 40 anni.

## Opere

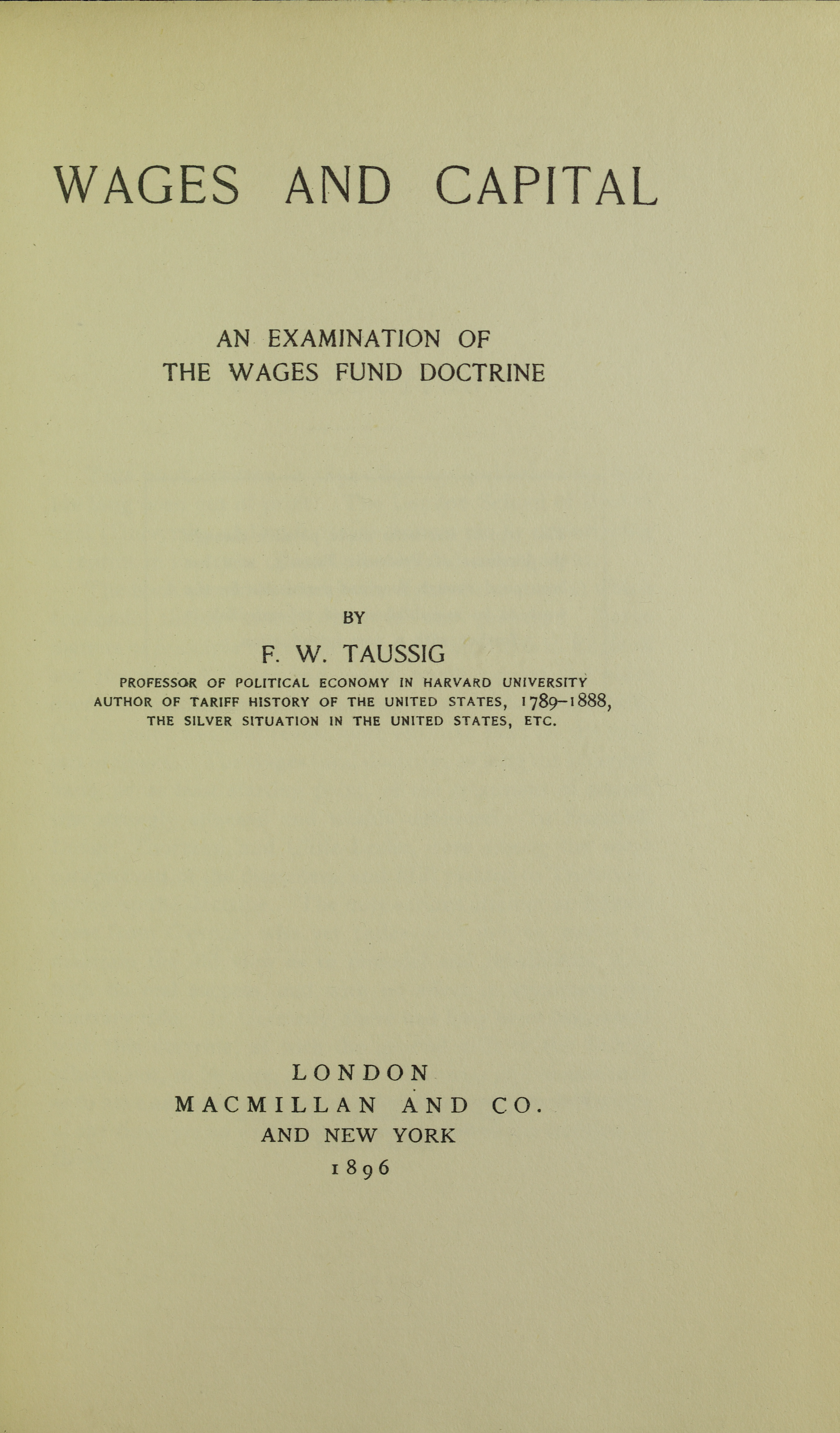
Wages and capital, 1896

- (EN) Wages and capital, collana Series of reprints of scarce tracts in economic and political science, n. 13, London, Lund, 1935  [1896].